# Syms Covington
Pour les articles homonymes, voir Covington.
Syms Covington (1816-1861) était l'assistant du célèbre naturaliste anglais Charles Darwin lors de son voyage sur le HMS Beagle.

## Biographie
Syms Covington est encore adolescent lorsqu'il quitte l'Angleterre à bord du HMS Beagle pour son second voyage autour du monde entre 1831 et 1836. En tant qu'assistant de Darwin, il est tout à la fois collectionneur, chasseur, taxidermiste et homme de service.
En plus de ces tâches, Covington tient un journal personnel dans lequel il raconte ses impressions du voyage. Ce journal inclut des notes sur des sujets allant de ses corvées quotidiennes à ses impressions sur les pays et les peuples qu'ils rencontrent, et il donne un nouvel angle de vue à ce fameux voyage d'exploration, point de départ de la théorie de l'évolution, que Darwin publiera bien après son retour en Angleterre.
C'est lui, et non Darwin, qui a recherché et capturé les célèbres pinsons de Darwin, Darwin préférant observer la géologie et les invertébrés des régions traversées.
En 1840, Covington émigre en Nouvelle-Galles du Sud en Australie et devient plus tard le chef de la poste de Pambula.
En 1998, l'auteur australien Roger McDonald publie une nouvelle sur Syms Covington, dénommée Mr. Darwin's Shooter.